# بوگوتا (نیوجرسی)
بوگوتا (به انگلیسی: Bogota) شهری در ایالت نیوجرسی کشور ایالات متحده آمریکا است که جمعیت آن در سرشماری سال ۲۰۱۰ میلادی، ۸٬۱۸۷ نفر بوده‌است.